# الاستروجين والأمراض التنكسية العصبية
يمكن أن تعطل الأمراض التنكسية العصبية التوازن الطبيعي للإنسان وتؤدي إلى مستويات غير طبيعية من هرمون الاستروجين. على سبيل المثال، يمكن أن تسبب الأمراض التنكسية العصبية تأثيرات فيزيولوجية مختلفة لدى الذكور والإناث. على وجه الخصوص، كشفت دراسات الاستروجين عن تفاعلات معقدة مع أمراض التنكس العصبي. اقترح الاستروجين في البداية ليكون علاجًا محتملًا لأنواع معينة من الأمراض التنكسية العصبية، لكن عددًا كبيرًا من الآثار الجانبية الضارة مثل زيادة احتمالية سرطان الثدي وأمراض القلب التاجية طغت على أي نتائج مفيدة. من ناحية أخرى، أظهر العلاج ببدائل الإستروجين بعض التأثيرات الإيجابية مع النساء بعد سن اليأس. تشكل الجزيئات الشبيهة بالاستروجين عائلة كبيرة من البدائل المفيدة المحتملة التي يمكن أن يكون لها تأثيرات هائلة على التوازن البشري والمرض. بعد ذلك، بدأت جهود واسعة النطاق لفحص جزيئات عائلة الاستروجين المفيدة. علاوة على ذلك، اكتشف العلماء طرقًا جديدة لتصنيع مركبات شبيهة بالاستروجين يمكن أن تتجنب العديد من الآثار الجانبية.

## الاستروجين
هرمون الاستروجين هو هرمون دهني في البشر يمكن أن ينظم العديد من العمليات الفيزيولوجية. يرتبط إلى حد كبير بالحيض والشبق ويتوسط وظيفته البيولوجية من خلال الارتباط بمستقبلين: مستقبلات الاستروجين ألفا (ERα) ومستقبلات الاستروجين بيتا (ERβ). هذان المستقبلان خاصان بالأنسجة ولهما تأثيرات مختلفة على جيناتهما. يمكن أن يؤدي انخفاض مستويات هرمون الاستروجين إلى هشاشة العظام والاضطرابات المعرفية ويمكن أن يؤثر على العديد من الجينات المهمة المتعلقة بالوظيفة الفيزيولوجية الطبيعية.
يمكن تقسيم الاستروجين إلى أربع فئات: 1) الاستروجين الحيواني الذي يشمل الإسترون (E1)، والإستراديول (E2)، والإستريول (E3)؛ 2) نبات الاستروجين (فيتويستروغنز)؛ 3) استروجين الفطريات (ميكوستروجينات) و4) الاستروجين الصناعي (الزينوإستروجينات). تحتوي الزينواستروجين على عدد كبير من المركبات التي تصنع أو الموجودة بشكل طبيعي. تحاكي هذه الاستروجينات بنية الاستروجين ويمكن تصميمها لتلبية الحاجة إلى أدوية جديدة. قد يكون لها تأثير كبير على علاج الأمراض التنكسية العصبية بسبب سهولة تركيبها وخصائصها المستهدفة.

### التطبيق
يمكن تقسيم تطبيقات الاستروجين على الطب إلى عدد من الجوانب. أشهرها سرطان الثدي وأمراض القلب التاجية. يلعب الاستروجين أيضًا دورًا مهمًا جدًا في توازن التمثيل الغذائي للحيوان. هذه الأمراض غير المتوقعة أعاقت هرمون الاستروجين للمشاركة في علاج أمراض التنكس العصبي. لذلك، عند تطبيق الأدوية الشبيهة بالاستروجين للتخفيف من الأمراض التنكسية العصبية، يجب التحكم في التركيز بشكل صارم لتجنب هذه الآثار الجانبية.

### الأمراض العصبية
أمراض التنكس العصبي هي أمراض تحدث على طول عملية التنكس العصبي. يشمل التنكس العصبي الخسارة الهيكلية والوظيفية للخلايا العصبية أو حتى موت الخلايا العصبية. يمكن أن تكون أسباب هذه الأمراض مختلفة، ولكن يمكن استنتاجها إلى أربعة جوانب: الطفرة الجينية، اختلال البروتين، الآليات داخل الخلايا وموت الخلايا المبرمج. الفئات الرئيسية لأمراض التنكس العصبي هي مرض الزهايمر ومرض باركنسون ومرض هنتنغتون والتصلب الجانبي الضموري.

### الجهود المبذولة في العلاج
لأمراض التنكس العصبي المختلفة أسباب مختلفة ولم تدرس جيدًا حتى الآن. لا يوجد علاج واضح لمثل هذه الأمراض، ولكن تم بذل بعض الجهود للبحث فيها بشكل أعمق. انعقد المؤتمر السنوي العاشر للكلية العالمية لجراحة الأعصاب والتنكس العصبي بالاشتراك مع الرابطة الدولية لطب الأعصاب السادس لمناقشة الترميم العصبي والحماية العصبية والتنكس العصبي في العديد من الأمراض التنكسية العصبية السريرية مثل الزهايمر وباركنسون ومرض هنتنغتون والسكتة الدماغية وإصابات الدماغ أو النخاع الشوكي. كان الهدف الرئيسي هو تعزيز الرعاية الصحية من خلال استخدام الخلايا الجذعية، وتوصيل الأدوية النانوية والخلايا الجذعية، واستخدام الأدوية متعددة الوسائط بالإضافة إلى مجموعة من الأساليب المختلفة. وخلصوا إلى أن مستقبل الحماية العصبية يمكن تحقيقه من خلال استخدام الخلايا الجذعية وتوصيل الأدوية النانوية في الاضطرابات العصبية المزمنة.

## الاستروجين والأمراض التنكسية العصبية
على الرغم من أن هرمون الاستروجين معروف بتأثيره على نضج وتمايز الأعضاء التناسلية الأولية والثانوية، إلا أن الأدلة المتزايدة تشير إلى أن تأثيره يمتد إلى ما وراء هذا النظام، وأن نشاطه في الجهاز العصبي المركزي قد يبدأ أو يؤثر على تعرضنا للانحدار العصبي. اقترح أن يكون الاستروجين بمثابة عامل حماية للأعصاب على عدة مستويات، ومن المحتمل أن الحرمان من الاستروجين نتيجة لانقطاع الطمث يعرض الشيخوخة أو الدماغ المصاب للعديد من الإصابات. بالإضافة إلى ذلك، من المرجح أن يؤدي الحرمان من الاستروجين إلى إحداث أو تعزيز التغيرات التنكسية التي يسببها الإجهاد التأكسدي، وتقليل قدرة الدماغ على الحفاظ على الارتباط التشابكي وسلامة الكوليني ما يؤدي إلى التدهور المعرفي الملحوظ لدى الأفراد المسنين والمتضررين من المرض. هناك أدلة كافية على أن الإستراديول هو عامل حماية عصبي قوي قد يستخدم ضد مرض الزهايمر والسكتة الدماغية ومرض باركنسون لدى النساء والرجال على حد سواء.

### الاستروجين وداء الزهايمر
تعد لويحات الأميلويد التي تتكون من ترسب أميلويد- β (Aβ) والتشابك الليفي العصبي المتكون من الفسفرة ببروتين تاو من السمات الفزيولوجية السائدة لمرض الزهايمر. يعد تحلل البروتين السلائف أميلويد (APP) أمرًا أساسيًا لإنتاج ببتيدات Aβ المتورطة في علم أمراض الزهايمر. باستخدام خط خلوي يحتوي على مستويات عالية من مستقبلات هرمون الاستروجين، وجد العلماء أن العلاج بتركيزات فزيولوجية من 17 بيتا استراديول يرتبط بالتراكم في الوسط المشروط لمنتج انقسام أميني طرفي لـ APP (قابل للذوبان APP أو البروتياز nexin-2)، ما يدل على معالجة غير اميلويدوجينيك.

### الاستروجين وداء باركنسون
توصيات بشأن استخدام العلاج الهرموني البديل بعد انقطاع الطمث لدى النساء المصابات بمرض باركنسون أو النساء المعرضات للخطر وراثيًا. لكن وجدت مجموعة أخرى من العلماء ارتباطًا إيجابيًا بين استخدام الإستروجين وانخفاض شدة الأعراض لدى النساء المصابات باضطراب الشخصية النفاسية المبكرة ولم يتناولن L-dopa بعد.

### الاستروجين وداء هنتنغتون
مرض هنتنغتون (HD) هو اضطراب متعدد الجلوتامين يعتمد على تكرار CAG ثلاثي موسع ما يؤدي إلى تنكس عصبي دماغي وخطي. تحدد الفروق المحتملة بين الجنسين فيما يتعلق بعمر ظهور المرض ومسار المرض بشكل سيئ، حيث إن الصعوبات في مطابقة مرضى HD من الإناث والذكور فيما يتعلق بأطوال تكرار CAG الخاصة بهم تحد من إمكانية المقارنة.

### الإستروجين والتصلب الجانبي الضموري
يحدث التصلب الجانبي الضموري بشكل أكثر شيوعًا عند الرجال منه عند النساء، وتصاب النساء بالمرض في وقت لاحق في الحياة مقارنة بالرجال. هذا يشير إلى الدور الوقائي المحتمل للاستروجين في ALS. من خلال إجراء علاج 17β-استراديول للفئران المعالجة باستئصال المبيض، وجد العلماء تأخيرًا ملحوظًا في تطور المرض.

## العلاج ببدائل الاستروجين
العلاج ببدائل الاستروجين (HRT) هو نوع من العلاج بالهرمونات البديلة. هدفه هو تخفيف الانزعاج الناجم عن تناقص هرمون الاستروجين بعد انقطاع الطمث. وجدت مبادرة صحة المرأة لعام 2002 الصادرة عن المعاهد الوطنية للصحة نتائج متباينة لجميع أسباب الوفيات مع استبدال الهرمونات، ووجدت أنها أقل عندما بدأ العلاج التعويضي بالهرمونات في وقت مبكر، بين سن 50-59، ولكنه أعلى عندما بدأ بعد سن 60. في المرضى الأكبر سنًا، كان هناك زيادة في الإصابة بسرطان الثدي والنوبات القلبية والسكتة الدماغية، على الرغم من انخفاض معدل الإصابة بسرطان القولون والمستقيم وكسور العظام. عثر على بعض نتائج WHI مرة أخرى في دراسة وطنية أكبر أجريت في المملكة المتحدة، والمعروفة باسم The Million Women Study. نتيجة لهذه النتائج، انخفض عدد النساء اللواتي يتناولن العلاج بالهرمونات بشكل حاد. أوصت مبادرة صحة المرأة بأن تأخذ النساء المصابات بانقطاع الطمث غير الجراحي أقل جرعة ممكنة من العلاج التعويضي بالهرمونات لأقصر وقت ممكن لتقليل المخاطر المصاحبة.